# بييترو برايان نبهان
بييترو برايان نبهان (من مواليد عام 2008 تقريبًا) هو طالب ثانوية برازيلي، وفي ديسمبر 2024، عندما كان يبلغ من العمر 16 عامًا، اكتسب الاهتمام لتلقيه رسائل من العائلة المالكة البريطانية ردًا على تعبيراته عن التعاطف.  وقد نشر اسمه في أكبر الصحف الإخبارية في البرازيل . وبسبب هذه الشهرة، أصبح مشهورًا في جميع أنحاء البرازيل.
في ديسمبر 2024، كتب بييترو رسائل إلى العائلة المالكة البريطانية ، معربًا عن تضامنه مع كاثرين، أميرة ويلز ، والملك تشارلز الثالث ، معترفًا بالتحديات الصحية التي كانوا يواجهونها في ذلك الوقت. في 6 فبراير 2025، تلقى ردًا مكتوبًا بخط اليد من رئيس المراسلات الملكية نيابة عن أمير وأميرة ويلز ، ويليام وكاثرين، معربًا عن امتنانه لكلماته المدروسة. وفي وقت لاحق، في 19 فبراير 2025، تلقى بييترو رسالة شخصية من الملك تشارلز الثالث، يشكره فيها على رسالته ويعرب له عن أطيب التمنيات.
بيترو يقيم في كامبو غراندي ، ماتو غروسو دو سول، البرازيل.